# Il marchese di Pontanges
Il marchese di Pontanges è un romanzo di Delphine Gay de Girardin, edito nel 1835 per le edizioni Librairie de Dumont di Parigi.

## Trama
Ambientato tra Parigi e Pontanges, ne sono protagonisti Lionel de Marny e la marchesa di Pontanges. La nobildonna si dedica con sincera devozione al marito, il folle Amaury, che vive recluso da anni nella biblioteca del castello di Pontanges. La visita di Lionel, che abita a Parigi, sconvolge la vita della Marchesa introducendovi, per la prima volta, la passione.